# Transaxle

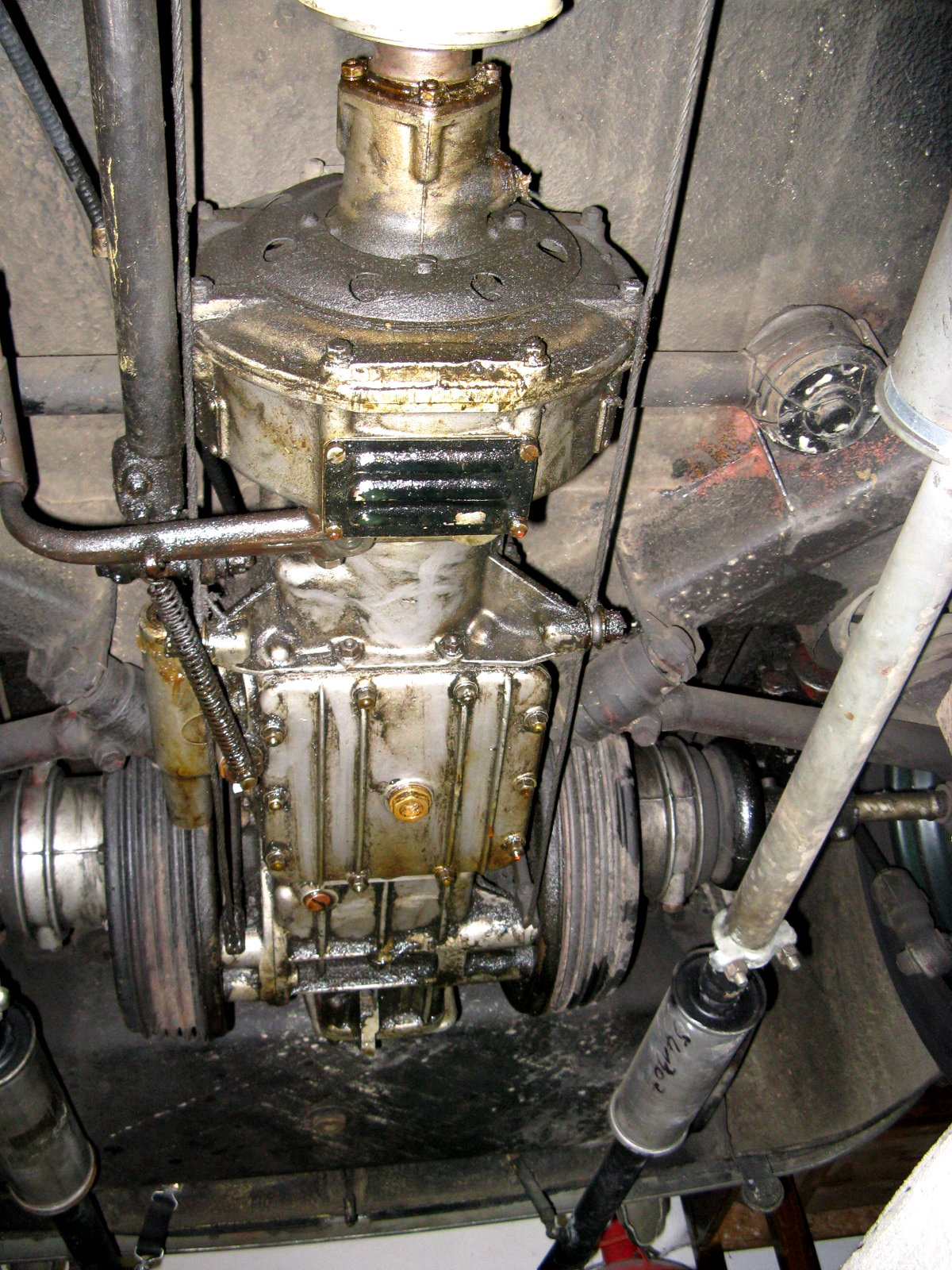
Sistema transaxle della Lancia Aurelia

Il transaxle, anche detto gruppo cambio-differenziale, è un tipo di trasmissione per autoveicoli.

## Etimologia
Il termine transaxle è un neologismo sincratico, composto dalle parole inglesi transmission (trasmissione) e axle (albero), coniato negli Stati Uniti d'America durante i primi anni sessanta per indicare il sistema di trasmissione ideato dai tecnici della General Motors e adottato sul modello Pontiac Tempest.

## Caratteristiche
Il transaxle è una particolare configurazione della trasmissione, in genere adottata su autoveicoli con motore anteriore e trazione posteriore, dove il cambio è separato dal propulsore e posto sull'asse delle ruote motrici, unitamente al differenziale e, solitamente, anche alla frizione.
I vantaggi dell'adozione di questa architettura nelle auto a motore anteriore e trazione posteriore sono:
- Miglior distribuzione dei pesi: questo perché il gruppo cambio-differenziale assieme al motore costituiscono i componenti più pesanti di un autoveicolo. Spostando la collocazione del gruppo cambio-differenziale verso il posteriore, si raggiunge una distribuzione dei pesi più equilibrata.[5]
- Albero di trasmissione più leggero: infatti, in un sistema tradizionale (con il cambio posto in serie al motore, e prima dell'albero di trasmissione) l'albero è soggetto alla coppia massima in uscita dal cambio; nei rapporti bassi, essa è superiore alla coppia massima del motore. Lo schema transaxle permette di adottare invece alberi meno massicci, poiché il momento torcente a cui l'albero è sottoposto è pari, al più, alla coppia massima del motore (la coppia subisce una moltiplicazione, inversamente proporzionale alla riduzione del numero di giri, dovuta al cambio subito prima dell'ingresso nel differenziale).

Questo sistema presenta anche degli svantaggi:
- Non è adatto al ponte rigido: difatti, questa soluzione, porta ad avere un eccessivo peso delle masse non sospese, che inficia la funzionalità delle sospensioni.
- Può comportare difficoltà nell'azionamento manuale nel cambio: dovuto all'allungamento dei leveraggi di rinvio, specie nelle vetture a passo più lungo
L'inconveniente del difficile azionamento del cambio da parte delle vetture "transaxle" viene oggi (nella maggior parte dei casi) superato attraverso l'adozione di un cambio robotizzato. Anche il lubrificante utilizzato possiede caratteristiche di viscosità adatte, infatti la scatola del cambio non riceve calore per conduzione dalla flangia metallica di accoppiamento al blocco motore, e gli ingranaggi, specialmente in inverno, lavorano per un tempo più lungo a bassa temperatura.

## Storia
Tra le prime autovetture di grande serie a utilizzare il sistema transaxle, si ricorda la Škoda Popular nel 1934, con motore e frizione anteriori, mentre il cambio, il differenziale e la trazione sono posteriori.
Successivamente questo sistema venne rivisto e utilizzato dalla Lancia che lo introdusse nella produzione di serie con il modello "Aurelia" del 1950, su progetto di Vittorio Jano, che prevede il motore anteriore longitudinale e il gruppo cambio-differenziale-frizione al retrotreno e per la prima volta incluso nel blocco con unica fusione anche il gruppo freni posteriori posizionati centralmente per ridurre le masse non sospese. Lo stesso schema fu poi imitato 20 anni dopo nel 1972 dalla Alfa Romeo per la produzione di grande serie dell'Alfetta e mantenuto per i successivi Alfetta GT, 90, Giulietta (116), 75 e SZ.

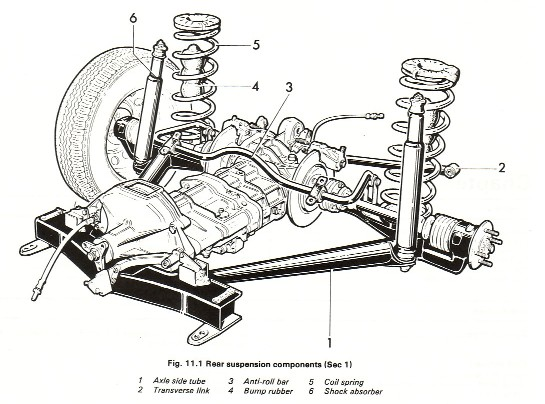
Disegno dello schema "Alfa Transaxle", i cui si nota il cambio montato in blocco al differenziale posteriore; caratteristici di questo schema sono i freni entrobordo disposti sull'uscita dei semiassi per ridurre le masse non sospese

Anche la Porsche nel 1977 per costruire le sue prime vetture di serie a motore anteriore decise di adottare lo schema "transaxle", che le permetteva un sistema più semplice e migliore per distribuire ed equilibrare le masse meccaniche delle vetture. La prima ad adottarlo fu la sportiva 928 e successivamente venne ripreso su altri modelli sempre sportivi ma più abbordabili, quali la Porsche 924, 944 e 968.

### Attualmente
Col diffondersi dei dispositivi elettronici di controllo della stabilità (come l'ESP), l'esigenza di una perfetta equilibratura dei pesi nelle vetture a motore anteriore e trazione posteriore è divenuta meno importante, determinando il sostanziale abbandono dello schema "transaxle" per le vetture di grande serie.
Questa soluzione è ora utilizzata prevalentemente dalle case automobilistiche e dalle autovetture a elevate prestazioni a motore anteriore come le Ferrari, sulle quali la corretta ripartizione dei pesi resta un presupposto fondamentale per garantire un'elevata sicurezza di stabilità e tenuta alle alte velocità; tra queste vetture che utilizzano il "transaxle" di recente progettazione e costruzione vi sono la Lexus LFA, Ferrari F12berlinetta, Corvette C7, Aston Martin Vanquish e la Mercedes-AMG GT.